# Regisaurus
Regisaurus es un género extinto de sinápsidos no mamíferos teriodontos. Vivieron desde el periodo Pérmico Superior al Triásico Inferior en lo que ahora es Sudáfrica. Sus restos fósiles, un cráneo y un esqueleto postcraneal incompleto, aparecieron en el Karoo, provincia del Cabo Occidental.